# FDX1L
FDX1L (англ. Ferredoxin 1 like) – білок, який кодується однойменним геном, розташованим у людей на короткому плечі 19-ї хромосоми. Довжина поліпептидного ланцюга білка становить 183 амінокислот, а молекулярна маса — 19 521.
| 10         |  | 20         |  | 30         |  | 40         |  | 50         |
| ---------- |  | ---------- |  | ---------- |  | ---------- |  | ---------- |
| MAASMARGGV |  | SARVLLQAAR |  | GTWWNRPGGT |  | SGSGEGVALG |  | TTRKFQATGS |
| RPAGEEDAGG |  | PERPGDVVNV |  | VFVDRSGQRI |  | PVSGRVGDNV |  | LHLAQRHGVD |
| LEGACEASLA |  | CSTCHVYVSE |  | DHLDLLPPPE |  | EREDDMLDMA |  | PLLQENSRLG |
| CQIVLTPELE |  | GAEFTLPKIT |  | RNFYVDGHVP |  | KPH        |  |            |

A: Аланін

C: Цистеїн

D: Аспарагінова кислота

E: Глутамінова кислота

F: Фенілаланін

G: Гліцин

H: Гістидин

I: Ізолейцин

K: Лізин

L: Лейцин

M: Метіонін

N: Аспарагін

P: Пролін

Q: Глутамін

R: Аргінін

S: Серин

T: Треонін

V: Валін

W: Триптофан

Задіяний у таких біологічних процесах, як транспорт, транспорт електронів, альтернативний сплайсинг. 
Білок має сайт для зв'язування з іонами металів, іоном заліза, залізо-сірчаною групою, групою 2Fe-2S. 
Локалізований у мітохондрії.